# Tieshan, Xinluo
Tieshan (kinesiska: 铁山) är ett stadsdelsdistrikt i sydöstra Kina. Det ligger i stadsdistriktet Xinluo i staden Longyan i provinsen Fujian, omkring 250 kilometer sydväst om provinshuvudstaden Fuzhou. Antalet invånare är 20 143. Befolkningen består av 8 162 kvinnor och 11 981 män. Barn under 15 år utgör 12,0 %, vuxna 15-64 år 81 %, och äldre över 65 år 6,0 %.